# 杨令宝
杨令宝（？—？），武都郡（今甘肃省陇南市武都区）人，南齐、北魏官员。

## 生平
杨令宝有体力，精于射术，在南齐为官，几次担任小将，由于战功显著官至谯郡太守，参与了裴叔业归附北魏的谋划。归附北魏时，军队还未渡过淮河，裴叔业因病去世，他的同僚同谋大多推举司马李元护监理州事，谋划一两天仍然定不下来，只有席法友、柳玄达、杨令宝等几人考虑李元护不是自己的同乡，恐有异心，就一致推举裴叔业的侄子裴植监理州事。景明初年，杨令宝出任辅国将军、南兖州刺史，将要被调动到淮阴戍守，封宁陵县开国子，食邑五百户。杨令宝在淮南征战，屡次获胜报捷，被征召加冠军将军，试守京兆国内史。杨令宝去世后，朝廷追封邵陵县开国子，食邑二百户，赐给布帛三百匹，赠予征虏将军、华州刺史。

## 家庭

### 兄弟姐妹
- 杨令仁，北魏前将军、汝南国内史

### 子女
- 杨彪，北魏征虏将军、中散大夫、邵陵县子